# Phreatia pseudothompsonii
Phreatia pseudothompsonii là một loài thực vật có hoa trong họ Lan. Loài này được Tuyama miêu tả khoa học đầu tiên năm 1940.